# Dancing on the Jetty
Dancing on the Jetty es el decimocuarto disco sencillo del grupo australiano de rock INXS, el cuarto desprendido de su cuarto álbum de estudio The Swing, y fue publicado en octubre de 1984. La canción fue escrita por Michael Hutchence y Andrew Farriss, y producida por Nick Launay.
Dancing on the Jetty tan solo se publicó en Australia llegando al puesto 39 en las Listas musicales de Australia.
El lado B es el tema experimental The Harbour de Andrew Farriss. El video fue filmado nuevamente por Richard Lowenstein.

## Formatos[2]
En disco de vinilo de 7"
7 pulgadas octubre de 1984. WEA 7-259198 
| Lado A |                        |                                    |          |  |
| N.º    | Título                 | Escritor(es)                       | Duración |  |
| 1.     | «Dancing on the Jetty» | Andrew Farriss y Michael Hutchence | 4:08     |  |

| Lado B |               |                |          |  |
| N.º    | Título        | Escritor(es)   | Duración |  |
| 1.     | «The Harbour» | Andrew Farriss | 5:11     |  |